# Okole (województwo pomorskie)
Okole – wieś kociewska w Polsce położona w województwie pomorskim, w powiecie starogardzkim, w gminie Starogard Gdański nad Wierzycą.
W latach 1975–1998 miejscowość położona była w województwie gdańskim.